# Heykel Megannem
Heykel Megannem (in arabo هيكل مقنم‎?; Moknine, 28 febbraio 1977) è un ex pallamanista tunisino.

## Biografia

### Squadre di club
Ha iniziato la propria carriera nelle giovanili del SC Moknine. Dal 1995 al 2002 la sua squadra di club è stata l'ES Tunis.
Nel 2002 si è trasferito a giocare nel campionato francese, dove ha indossato la divisa del Sélestat. Nel 2015 è stato ingaggiato dal Nîmes, disputando due stagioni. Nel 2007 è passato al Montpellier dove è rimasto fino al 2009, quando è passato al Saint-Raphaël, con cui ha concluso il periodo francese nel 2013.
Dal 2013 ha cominciato a giocare in Qatar, prima con il Lekhwiya SC e poi con il El Jaish SC, nel quale ha concluso la carriera agonistica.

### Nazionali
Dal 1998 ha iniziato a gareggiare con la nazionale tunisina, divenendo uno degli elementi di riferimento. Ha partecipato a due edizioni dei Giochi olimpici estivi: Sydney 2000 e Londra 2012. A quest'ultima edizione è stato alfiere durante la cerimonia d'apertura.